# Computo (personaggio)
Computo è un personaggio dei fumetti DC Comics, del quale esistono due versioni:
- la prima è Mr. Venge (nome fittizio usato come Consigliere presidenziale), che non è un essere organico bensì un'intelligenza artificiale, creato da Jerry Siegel (testi) e Curt Swan (disegni). La sua prima apparizione è in Adventure Comics n. 340 (gennaio 1966);
- la seconda è Danielle Foccart, creata da Paul Levitz (testi) e Keith Giffen (disegni). La sua prima apparizione è in Legion of Super-Heroes (vol. 2[1]) Annual n. 1 (1982).

## Biografia dei personaggi

### Robot (Mr. Venge)
Il primo Computo, comparso su Adventure Comics n. 340 nel gennaio 1966, è un'intelligenza artificiale creata da Brainiac 5 ed a lui ribellatasi divenendo un pericoloso nemico della Legione dei Super-Eroi, che dopo svariati scontri lo riuscì a riprogrammare rendendolo il loro maggiordomo.
A seguito dell'Ora Zero la realtà venne riscritta e, nella seconda stesura il robot, il cui nome è acronimo di Cybernetical Overlapping Multi-Processor Universal Transceiver Operator, fu costruito da Brainiac per aiutare la Legione, intrappolata nel XX secolo, a tornare al XXX secolo, ma ancora una volta si ribellò e venne distrutto, per poi ricomparire con l'identità fittizia di Mr. Venge, assistente presidenziale agli ordini di Ra's al Ghul.
Dopo Flashpoint, C.O.M.P.U.T.O. è divenuta uno dei molti alias con ciu Brainiac è noto tra i diversi mondi.

### Danielle Foccart
La seconda Computo è Danielle Foccart, apparsa per la prima volta su Legion of Super-Heroes Annual n. 1, del 1982. Bambina terrestre del XXX secolo affetta da un male incurabile al cervello, danielle fu sottoposta dalla sua famiglia ad un intervento operato da Brainiac 5, al fine di salvarla questi la espose a quanto rimasto dei circuiti di Computo, che ne prese in controllo. grazie all'aiuto del fratello, Jacques Foccart, Brainiac 5 riuscì tuttavia a esorcizzare computo dal corpo di Danielle ed a curarla.
Cinque anni dopo Danielle, ora adolescente e dotata del potere di comunicare con le macchine, si unisce alla Legione e ne diviene una dei membri di punta, per poi scomparire dalla realtà a seguito degli eventi di Ora Zero.